# Pădurea Floreanu - Frumușica - Ciurea (sit SPA)
Pădurea Floreanu - Frumușica - Ciurea este o arie protejată (arie de protecție specială avifaunistică — SPA) din România întinsă pe o suprafață de 18.917,2 ha, integral pe uscat.

## Localizare
Situl se întinde pe teritoriile administrative ale județelor Iași (Dagâța, Dumești, Horlești, Țibana, Țibănești, Mădârjac, Popești, Sinești, Voinești) și Neamț (Stănița).  Centrul sitului Pădurea Floreanu - Frumușica - Ciurea este situat la coordonatele 47°03′02″N 27°13′00″E / 47.050544°N 27.216703°E.

## Înființare
Situl Pădurea Floreanu - Frumușica - Ciurea a fost declarat arie de protecție specială avifaunistică (ROSPA0163) în septembrie 2016 pentru a proteja mai multe specii de păsări. Acesta se suprapune în integralitate cu situl de importanță comunitară Pădurea Floreanu - Frumușica - Ciurea.

## Biodiversitate
Situată în ecoregiunea continentală a Podișului Central Moldovenesc, aria protejată nu include niciun habitat protejat.
La baza desemnării sitului se află 21 specii de păsări protejate la nivel european sau aflate pe lista roșie a IUCN; astfel: acvilă țipătoare mică (Aquila pomarina), buhă (Bubo bubo), barză albă (Ciconia ciconia), caprimulg (Caprimulgus europaeus), șerpar (Circaetus gallicus), erete vânăt (Circus cyaneus), erete sur (Circus pygargus), cristel de câmp (Crex crex), dumbrăveancă (Coracias garrulus), ciocănitoare de stejar (Dendrocopos medius), ciocănitoare neagră (Dendrocopos martius), ciocănitoare de grădină (Dendrocopos syriacus), ciocănitoare cu spate alb (Dendrocopos leucotos), șoim de iarnă (Falco columbarius), sfrâncioc roșiatic (Lanius collurio), sfrânciocul cu frunte neagră (Lanius minor), ciocârlie de pădure (Lullula arborea), viespar (Pernis apivorus), ciocănitoare verzuie (Picus canus) și huhurez mare (Strix uralensis).